# Кёрби, Джон (адвокат)
Джон Джозеф Кёрби-младший (22 октября 1939, Фолс-Черч, Виргиния, США — 2 октября 2019) — американский адвокат. Наиболее известен тем, что в 1984 году успешно защитил интересы компании Nintendo против Universal Studios по поводу авторских прав на серию игр Donkey Kong. В честь адвоката Nintendo впоследствии дала имя персонажу Кирби, главному герою одноименной серии игр.

## Ранняя жизнь и образование
Джон Джозеф Кёрби-младший родился 22 октября 1939 года в городе Фолс-Черч, штат Виргиния, в семье Джона Джозефа Кёрби-старшего, более 40 лет проработавшего юристом в федеральном правительстве, и Роуз Л. Манган Кёрби, домохозяйки. У Джона было два брата, Питер и Майкл, а также две сестры, Лиза Грейссинг и Сесилия Врасс.
В 1961 году Кёрби окончил Фордемский университет, где был президентом студенческого совета, а также стипендиатом Родса. Он получил степени бакалавра и магистра в Мертон-колледже Оксфордского университета. Впоследствии Кёрби также являлся попечителем и почетным членом попечительского совета Фордемского университета. В 1966 году он получил степень доктора юриспруденции в Школе права Виргинского университета.

## Карьера
В молодости, в разгар движения за гражданские права в 1960-х годах, Джон Кёрби работал в Министерстве юстиции США в качестве специального помощника Джона Доара, главы отдела гражданских прав. Начав карьеру в министерстве в качестве летнего стажера, Кёрби занимался сбором данных о результатов голосований на выборах на Юге США, которые демонстрировали доказательства масштабной дискриминации афроамериканцев. Собранная им документация о методах, таких как специально разработанные для исключения афроамериканцев тесты на грамотность, способствовала принятию Закона об избирательных правах 1965 года. Работая в отделе гражданских прав, Кёрби также лично сопровождал афроамериканских детей в сегрегированные школы в окружении федеральных маршалов. Позднее он был назначен заместителем директора Президентской комиссии по университетским беспорядкам, созданной после гибели четырех студентов в Кентском университете.
После ухода из Министерства юстиции Кёрби занялся частной юридической практикой. Он участвовал в заседаниях Верховного суда и был председателем юридической фирмы Mudge Rose Guthrie Alexander & Ferdon на Уолл-стрит. После распада Mudge Rose в 1995 году Кёрби присоединился к юридической фирме Latham & Watkins LLP, где до 2004 года возглавлял нью-йоркский отдел, и до 2007 года руководил группой по вопросам интеллектуальной собственности и технологий нью-йоркского офиса. За свою сорокалетнюю карьеру Кёрби представлял в юридических спорах интересы многих известных корпораций, среди которых были такие компании, как PepsiCo, General Foods и Warner-Lambert.

### Universal City Studios против Nintendo
Самым известным делом Кёрби стало дело «Universal City Studios, Inc. против Nintendo Co., Ltd.» от 1984 года, которое он вел, будучи партнером компании Mudge Rose. В этом деле он защищал Nintendo от судебного иска Universal Studios в споре, связанном с видеоигрой Donkey Kong, которая, по мнению Universal, представляла собой нелицензионное использование одноименного персонажа из их франшизы «Кинг-Конг». Кёрби выиграл дело, одержав знаковую победу для Nintendo, представив доказательства того, что ранее Universal выиграла судебную тяжбу против RKO, в которой было установлено, что сюжет и персонажи «Кинг-Конга» находятся в общественном достоянии. Таким образом, Universal не имела законного права претендовать на право собственности на персонажей и основной сценарий (мужчина, спасающий женщину от большой обезьяны). За эту работу Кёрби считался «спасителем Nintendo» в период ее раннего роста на американском рынке видеоигр.
В знак благодарности за помощь Nintendo подарила Кёрби парусную лодку стоимостью 30 000 долларов, названную «Donkey Kong», вместе с «эксклюзивными мировыми правами на использование этого названия для парусных лодок». Сигэру Миямото также утверждал, что имя персонажа Кирби было выбрано в честь Джона Кёрби. По слухам, в конечном итоге Кёрби была отправлена копия игры Kirby’s Dream Land, которая его позабавила.

## Личная жизнь
Кёрби был женат на Сьюзен Каллман, дочери Эдгара М. Каллмана. У него было трое детей от предыдущего брака и падчерица.
Кёрби умер 2 октября 2019 года в результате миелодиспластического синдрома, за двадцать дней до своего 80-летия.